# NGC 152
NGC 152 es un cúmulo galáctico abierto en la constelación de Tucana. Fue descubierto por John Herschel el 20 de septiembre de 1835.

## Apariencia
Fue descrita por John Dreyer como "muy débil, grande, redondo, muy gradualmente un poco más brillante en el medio".